# Dryadaula poecilta
Dryadaula poecilta är en fjärilsart som beskrevs av Walsingham 1914. Dryadaula poecilta ingår i släktet Dryadaula och familjen äkta malar. Inga underarter finns listade i Catalogue of Life.